# 善世豊永
善世 豊永（よしよ の とよなが）は、平安時代初期の貴族。氏姓は掃守連のち善世宿禰。官位は従五位下・伊豆守。

## 出自
掃守氏（掃守連）は宮中の掃除・鋪設に携わった職業部である掃守部（掃部）の総領的伴造で、天忍人命の後裔とされる天孫系氏族。姓は造のち連で、八色の姓の制定により宿禰姓に改めた氏人もある。なお、豊永以前の善世宿禰姓の氏人として遠継（淳和朝～仁明朝）がいる。河内国高安郡掃守郷を本拠地とした。

## 経歴
右少史在職中の承和2年（835年）一族の豊上らと共に掃守連から善世宿禰に改姓し、翌承和3年（836年）本拠を河内から改め右京四条二坊に貫附される。承和8年（841年）朔旦冬至に行われた叙位にて外従五位下に叙せられ、翌承和9年（842年）出雲介に任ぜられる。
文徳朝では仁寿元年（851年）大炊頭、斉衡3年（856年）造酒正と宮中の飲食に関わる京官を歴任し、この間の斉衡2年（855年）に内位の従五位下に叙せられている。文徳朝末の斉衡4年（857年）正月に一旦長門守に任ぜられるが、2月には右京亮に異動となり、結局同年9月には伊豆守に任ぜられ地方官に転じた。

## 官歴
『六国史』による。
- 時期不詳：右少史
- 承和2年（835年） 2月13日：掃守連から善世宿禰に改姓
- 承和3年（836年） 8月14日：貫附右京四条二坊
- 時期不詳：正六位上
- 承和8年（841年） 11月20日：外従五位下
- 承和9年（842年） 12月10日：出雲介
- 仁寿元年（851年） 7月8日：大炊頭
- 斉衡2年（855年） 正月7日：従五位下
- 斉衡3年（856年） 2月8日：造酒正
- 斉衡4年（857年） 正月14日：長門守。2月16日：右京亮。9月27日：伊豆守